# Mário Vaz Filho
Mário Vaz Filho (Santos, 14 de maio de 1947 – São Paulo, 20 de janeiro de 2022) foi um cineasta e produtor de cinema brasileiro, atuante na chamada Boca do Lixo, região no centro de São Paulo que se tornou um polo do cinema marginal nas décadas de 1960 a 1980.

## Carreira
Começou a carreira em 1979, em filmes como Os Três Boiadeiros, de Waldir Kopesky, e como diretor assistente em A Mulher Que Inventou o Amor, de Jean Garrett, cineasta com quem teria uma longa parceria.
Estreou como diretor na década de 1980, em episódios dos filmes Bonecas da Noite, Viúvas Eróticas e Ousadia.
Em busca de um cinema sem a tutela dos grandes produtores, foi sócio da Empresa Brasileira de Produtores Independentes (EMBRAPI), ao lado de Carlos Reichenbach.

## Vida pessoal e morte
Vaz Filho foi casado com a atriz Lígia de Paula, mas não teve filhos.
Morreu em janeiro de 2022, em São Paulo, de causas não divulgadas; foi enterrado no Cemitério da Filosofia, em Santos.

## Filmografia

### Como diretor
- 2015 - Rua do Triumpho - O Filme
- 2014 - Reimundo
- 2014 - Sobre Vivente
- 2014 - O Artista e seu Espaço
- 2014 - Memórias da Boca (Episódio: Passagem de Tempo)
- 2012 - Chico Cuberos: Ator e Anarquista
- 2011 - Mulher Barata
- 2008 - Acampamento
- 2007 - Autofagia
- 2006 - Parallelus
- 2006 - Retalhos de Memória
- 2005 - Via-Sacra dos Inocentes
- 2000 - Conversa de Botequim
- 1990 - Filosofia da Sacanagem
- 1989 - Me Leva Pra Cama
- 1989 - Dama de Paus
- 1987 - A Vingança de Uma Mulher
- 1987 - O Tempo e a Vida de Carlos & Carlos
- 1986 - Macho, Fêmea & Cia.
- 1986 - Um Pistoleiro Chamado Papaco (Os Amantes de um Pistoleiro)
- 1985 - A Grande Trepada (A Grande Noitada)
- 1985 - A Mulher Que se Disputa
- 1985 - Macho, Fêmea & Cia.
- 1985 - Toda Nudez Será Perdoada
- 1985 - Abre as Pernas, Coração!
- 1984 - Sexo Sem Limites
- 1983 - O Círculo do Prazer
- 1982 - Bonecas da Noite (Episódio: Noite Infinita)
- 1982 - Viúvas Eróticas (Episódio: Rute e Eva)
- 1981 - Ousadia (Episódio: O Método)

### Como ator
- 1982 - A Reencarnação do Sexo
- 1979 - Os Três Boiadeiros